# 紫色地球假說

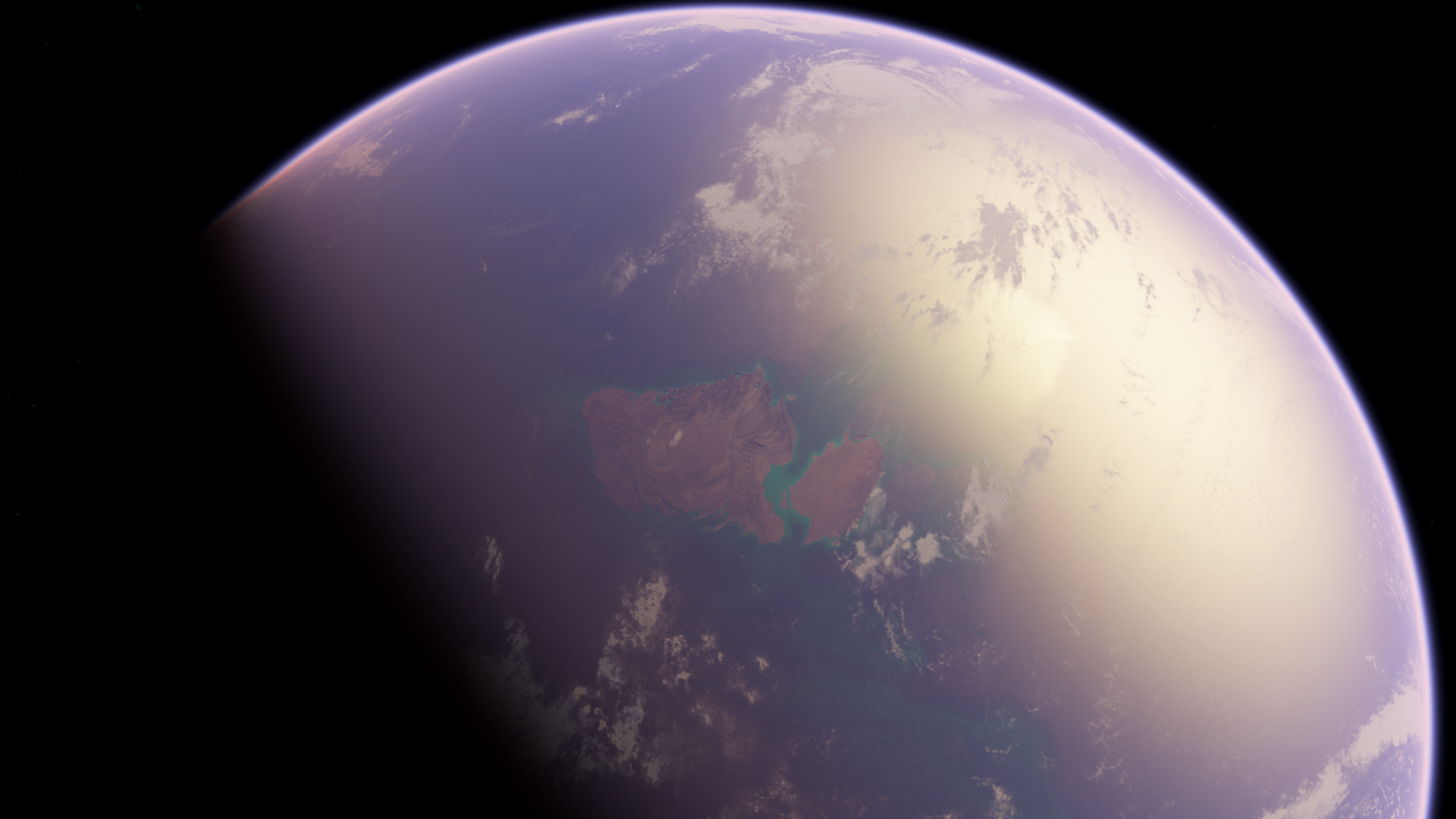
太古宙早期的地球的水圈和沿岸陆地很可能呈现紫色

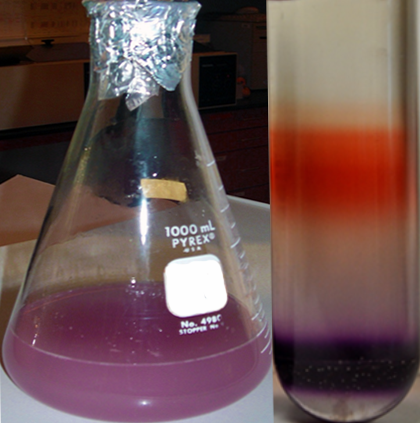
盐杆菌的细胞培养呈现的紫色

紫色地球假說（Purple Earth hypothesis）是一個由美国印裔分子生物学家希拉蒂亚·达萨马在2007年提出的天文生物學假說，认为地球上最早出现的微生物光合作用形式是基於视黄醛衍生物——视紫质为反应中心的不产氧光合作用，而不是基于现今更常见、分子结构更加复杂的卟啉衍生物——葉綠素的产氧光合作用。因为视黄醛主要吸收日光中的绿色光谱，反射剩余的红色和蓝色光，所以太古宙早期此类生物在浅海和潮间带形成的菌毯生物圈主要显现红紫色，即所谓的“紫色地球”。
在太古宙末期大氧化事件后，光合自养者的初级生产生态位逐渐由拥有叶绿素的蓝绿菌和其内共生的原始质体生物（藻类和植物）所演替。因为叶绿素主要吸收红蓝光谱、反射绿光，因此生物圈主要呈现绿色。使用视紫质的光合古菌被彻底边缘化，只能存活于极少数缺氧水体（通常是盐度较高的咸水湖）中。如今尚存的基於视紫质的微生物是使用紫膜质的盐杆菌，会在滋生时造成粉红湖现象。

## 理论细节

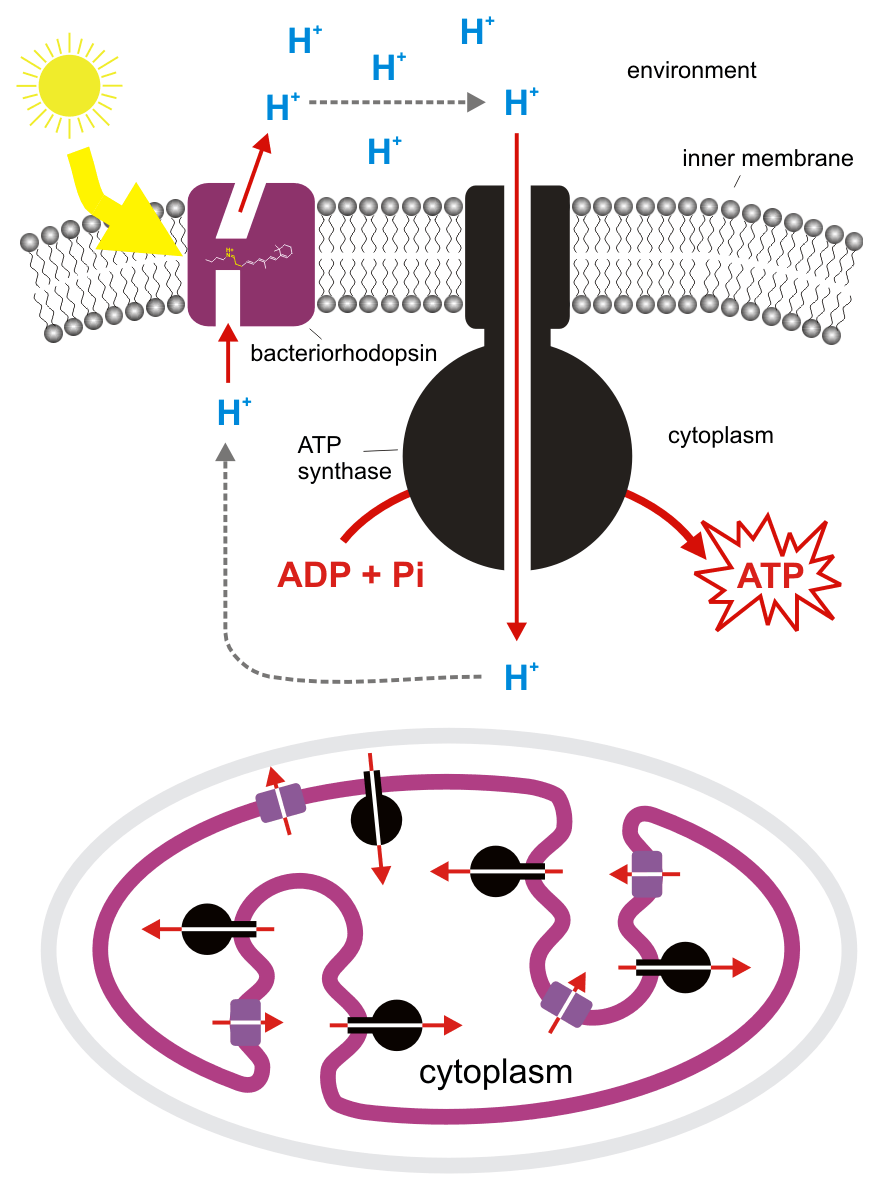
盐沼盐杆菌（Halobacterium salinarum）细胞膜中的紫膜质与三磷酸腺苷合酶通过化学渗透合作生产化学能

紫色地球假说可以用来解释为何现今绝大多数自养生物光合作用所依赖的叶绿体只吸收日光中的红色和蓝色光谱，而不是光能最充足的绿色光谱。
在太古宙早期的古太古代就已经有原核生物存在，主要分为古菌（古细菌）和细菌（真细菌）两大类。在这些远古微生物开始扩展到远离海底热泉的浅海环境时，无法继续依赖化合作用来维持菌落生存，很可能是古菌率先演化出了以视黄醛为基础的不产氧光合作用，利用日光中的绿色光能来制造氢正离子电化学梯度并驱动跨膜蛋白直接生产三磷酸腺苷储存化学能。这种获取生物能的能力让这些最先实现光合自养的古菌抢占了大部分生态位，使得地球当时主要由浅海和沿岸潟湖与潮池菌毯组成的生物圈呈现紫色。这也使得被挤压在菌毯下层的细菌因为无法获得被上层古菌优先吸收掉的绿光，只能演化出依赖分子结构更复杂的卟啉为基础的菌绿素和叶绿素来吸收剩余的红蓝光。这些后演化出光合作用的真细菌（紫细菌和蓝绿菌）也因为不吸收绿色光谱，其菌毯主要呈现绿色（紫细菌的红紫色其实是来源于类胡萝卜素反射的红黄色光参与混光的结果，其菌绿素本体仍只反射绿光）。
使用菌绿素的光合作用仍是不产氧的，是利用分解硫化氢来获取氢正离子去和二氧化碳发生固碳反应合成碳水化合物，并释放硫磺作为副产物；但之后演化出的使用叶绿素的蓝细菌则进行产氧光合作用，分解的是水分子并产生双氧这个活性度很强的副产物。在元古宙之前的古大气层是主要以氮气、甲烷和硫化氢为主的还原性大气，地表和海洋中还有大量的亚铁和硫磺等物质可以随时通过氧化还原反应将游离的氧分子移除（其中亚铁的还原作用在地层中形成了条状铁层），但随着蓝绿菌不断进行光合作用释放新的氧气，这些还原剂最终在新太古代末期被氧化耗尽，使得海洋和大气中都开始积累越来越多的游离氧气，最终引发了古元古代初期的大氧化事件。同时，氧气大大降低了大气甲烷的浓度，使得温室效应锐减，加上当时太阳辐射较弱，地热和火山活动也可能正处于一个低谷期，使得全球气温锐减进入了长达两亿年的休伦大冰期。在氧化和气候变化的双重打击下，当时主要是厌氧菌为主的生物圈受到重创，可能引发了地球史上最大规模的灭绝事件。幸存的厌氧菌也被迫与新演化出抗氧化剂能力的好氧菌形成共生关系，其中一些演化出内共生（好氧菌变成了厌氧古菌细胞内的线粒体）并最终成为真核生物。
休伦大冰期消退后的元古宙中期经历了十亿年的硫化缺氧期，这段时期兴盛的主要是紫细菌。在这个时期终于结束后，重新繁盛起来的生物圈中负责光合作用的生产者主力被演化出固氮能力的蓝绿菌和新兴起的拥有叶绿体的光合真核生物（藻类，特别是绿藻和红藻）所取代。虽然这些以水分解为基础的光合自养者成了地球上自养生物的主流，但叶绿素基于卟啉的本质使其陷入了一个演化陷阱——即使现在不再有古菌用视黄醇与其竞争绿光，蓝绿菌和其内共生演化出的光合藻类（以及之后演化自淡水绿藻的植物）也都天生无法使用绿光，只能吸收红蓝光谱，绿光完全被反射掉。因此元古宙之后的生物圈在宏观上整体呈现绿色，红紫色的菌毯仅作为嗜极生物存在于极少数高盐度的缺氧水体中。

古紫质-2（archaerhodopsin-2[6]）的三聚体结构，两个灰色平面代表细胞膜的磷脂双分子层[7]
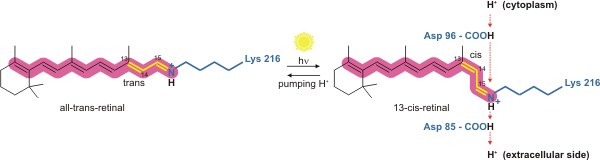
菌紫质的光驱离子泵机制
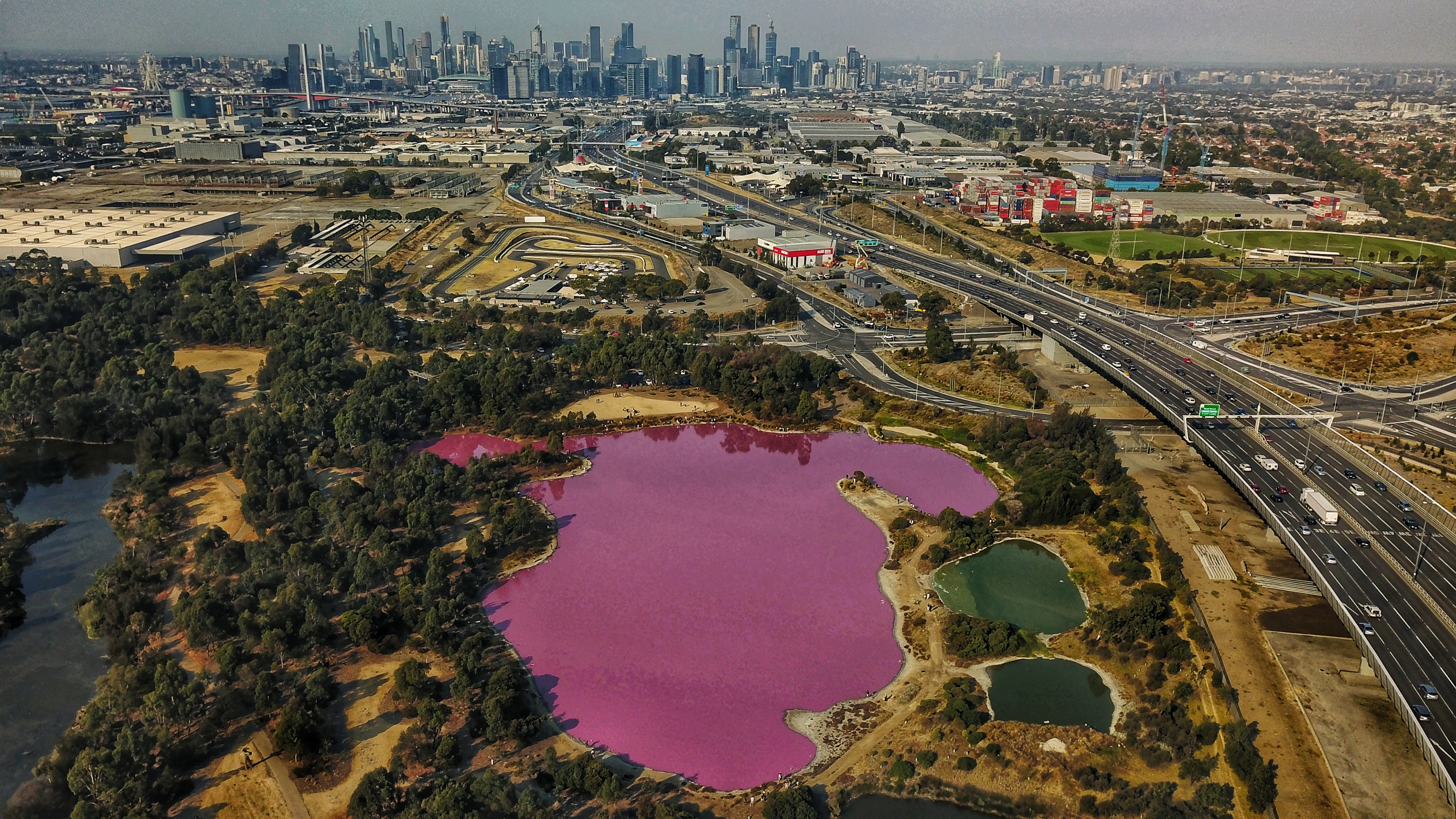
墨尔本西门公园的咸水湖会因季节性滋生古菌(如盐沼盐杆菌）和能生产类胡萝卜素的嗜盐藻类（如盐生杜氏藻）而变成红紫色
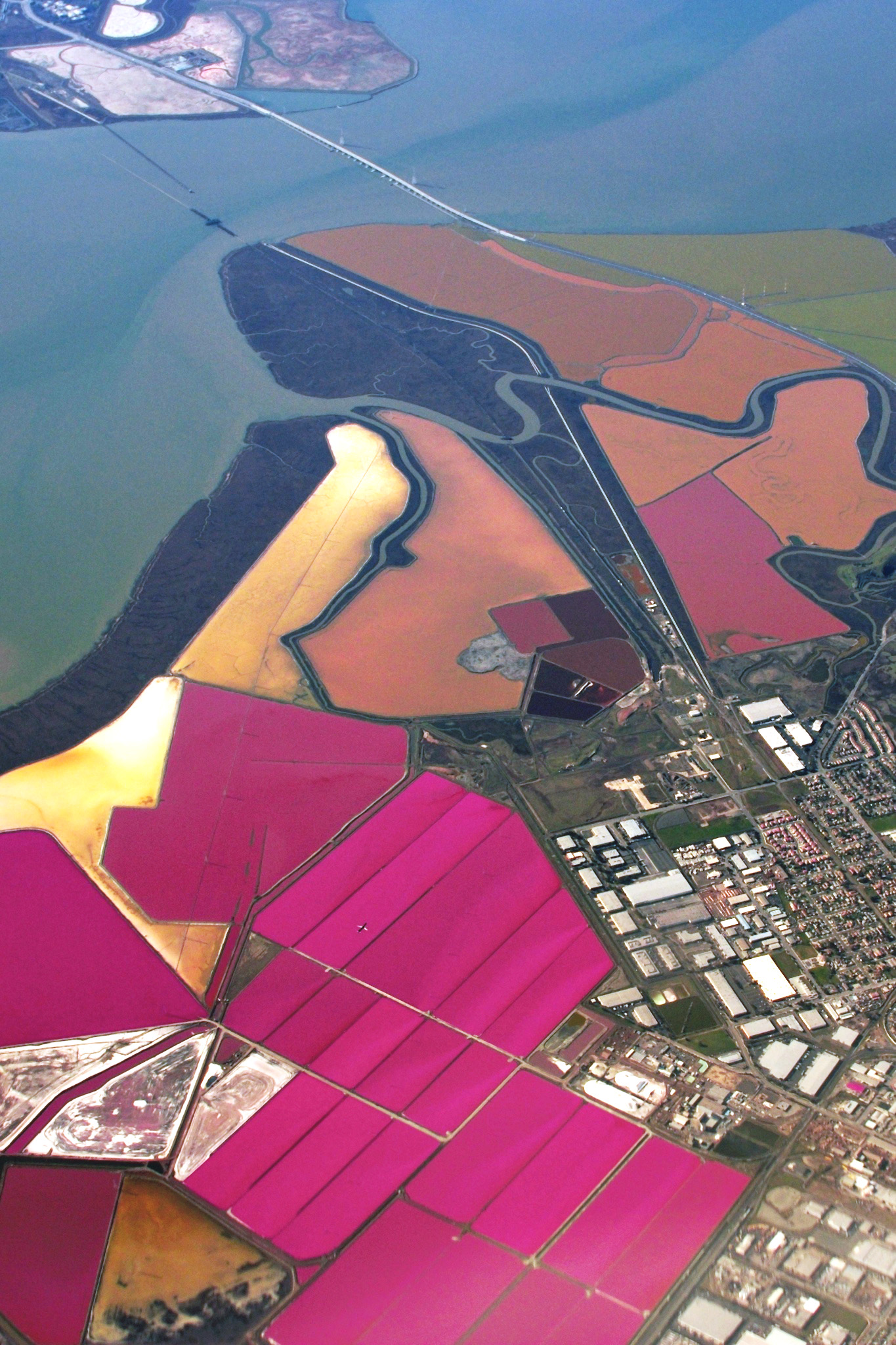
旧金山湾盐池会呈现不同颜色，其中粉紫色源自古菌，橙黄色源自嗜盐藻类

## 对天体生物学的理论价值
紫色地球假说的理论可以为天体生物学提供不同的生命印迹研究思路。传统的天体生物学在寻找外星生命时，通常会因为完全参照现今由叶绿素为初级生产基础的地球生物圈，而且去过度关注于反射黄绿光谱的系外行星。但紫色地球假说则认为现今主流好氧的地球生物圈是在特殊地质历史条件下经过亿万年生态演替才形成的，在宇宙中其实是个极少数的异类，并没有太大的参考价值，探索外星生命应把关注扩展至（甚至优先针对）那些反射红蓝光谱的行星，因为在绝大多数行星的适居性条件决定了视黄醇比卟啉更容易演化出光合作用反应中心。

## 外部連結
- Colorful Worlds: Plants on Other Planets Might Not Be Green （页面存档备份，存于）
- （页面存档备份，存于） 2007 AAS/AAPT Joint Meeting, American Astronomical Society Meeting 209, #06.05; Bulletin of the American Astronomical Society, Vol. 38, p. 901
- [永久] BR Green, E Gantt - J Phycol, 2000 - interscience.wiley.com
- （页面存档备份，存于） Softpedia article
- Fox News article